# Kaltenbachiella pallida
Kaltenbachiella pallida är en insektsart som först beskrevs av Alexander Henry Haliday 1838. Enligt Catalogue of Life ingår Kaltenbachiella pallida i släktet Kaltenbachiella och familjen långrörsbladlöss, men enligt Dyntaxa är tillhörigheten istället släktet Kaltenbachiella och familjen pungbladlöss. Enligt den finländska rödlistan är arten nationellt utdöd i Finland. Arten är reproducerande i Sverige. Artens livsmiljö är lundskogar. Inga underarter finns listade i Catalogue of Life.